# Max Parker
Max Parker (Prescott, 12 luglio 1882 – Torrance, 8 luglio 1964) è stato uno scenografo statunitense, candidato agli Oscar 1943 per il film in bianco e nero Mia moglie ha sempre ragione.

## Filmografia
- Gentlemen (The Victoria Cross), regia di Edward J. Le Saint (1916)
- The Call of the East, regia di George H. Melford (1917)
- Douglas l'avventuriero dilettante (The Knickerbocker Buckaroo), regia di Albert Parker (1919)
- Nei bassi fondi (The Hoodlum), regia di Sidney A. Franklin (1919)
- Sua Maestà Douglas (His Majesty, the American), regia di Joseph Henabery (1919)
- Heart o' the Hills, regia di Joseph De Grasse, Sidney Franklin (1919)
- Il segreto della felicità (Pollyanna), regia di Paul Powell (1920)
- Sogno e realtà (Suds), regia di John Francis Dillon (1920)
- They Shall Pay, regia di Martin Justice (1921)
- Crazy to Marry, regia di James Cruze (1921)
- La strega di York (The Road to Yesterday), regia di Cecil B. DeMille (1925)
- Made for Love, regia di Paul Sloane (1926)
- Il barcaiuolo del Volga (The Volga Boatman), regia di Cecil B. DeMille (1926)
- Io l'ho ucciso (Silence), regia di Rupert Julian (1926)
- Bachelor Brides, regia di William K. Howard (1926)
- Eve's Leaves
- Sunny Side Up, regia di Donald Crisp (1926)
- Her Man o' War
- For Alimony Only, regia di William C. deMille (1926)
- Gigolo, regia di William K. Howard (1926)
- Risky Business, regia di Alan Hale (1926)
- Turkish Delight, regia di Paul Sloane (1927)
- Giglio imperiale (Yellow Lily), regia di Alexander Korda (1928)
- Torchy Runs for Mayor, regia di Ray McCarey (1939)
- Mia moglie ha sempre ragione (George Washington Slept Here), regia di William Keighley (1942)
- Il grande sonno (The Big Sleep), regia di Howard Hawks (1946)
- Maschere e pugnali (Cloak and Dagger), regia di Fritz Lang (1946)
- Una luce nell'ombra (Nobody Lives Forever), regia di Jean Negulesco (1947)
- Disperato amore (Deep Valley), regia di Jean Negulesco (1947)